# Chloë Agnew
Chloë Alexandra Adele Emily Agnew (Dublín, Irlanda 9 de junio de 1989), más conocida como Chloë Agnew, es una cantante irlandesa que se ha hecho ampliamente conocida por formar parte del conjunto de intérpretes irlandesas Celtic Woman, además del hecho de figurar como la integrante más joven de la agrupación. Originaria de Knocklyon, Dublín, Irlanda, vivió con su madre Adéle "Twink" King y su hermana menor Naomi Agnew.
Agnew en toda su carrera ha interpretado canciones en variados idiomas, entre ellos, inglés, irlandés, latín, italiano y alemán.

## Primeros años
Asistió a la Notre Dame des Missions Junior School para su educación escolar primaria, seguido de su ingreso al colegio de niñas Alexandra College. Ella asistió a la escuela de niñas del Colegio de Alexandra habiendo asistido al Notre Dame des Missions Junior para su educación de escuela primaria. 
En 1998, Agnew representó a Irlanda y fue la ganadora del Gran Premio en la Primera Competencia de Canto Internacional de niños en El Cairo, Egipto, con una canción llamada "The Friendship Tree". Entonces comenzó a realizar la pantomima en el Olympia Theatre en Dublín.
En 1999, ella apareció en The Young Messiah, una adaptación moderna de El Mesías de Handel.

## Inicios en su carrera
En 2000, a la edad de 11 años, Agnew con el director David Downes grabó una canción para reunir dinero para los niños de Afganistán. Con su ayuda, ella grabó Angel of Mercy para el álbum This Holly Christmas Night, que recaudó sobre £20,000 para el Fondo de Caridad Afgano De Niños en 2001. El mismo año, ella se unió la Catedral de Iglesia de Cristo, en el coro de niñas, permaneciendo allí por tres años.
Ya en 2002 Chloë, con ayuda del productor David Downes, lanzó su primer disco en solitario titulado de forma homónima, dos años después lanza su segundo álbum independiente llamado Chloë: Walking In The Air. En 2004 Downes hizo un conjunto de cinco chicas cantantes, entre ellas Agnew, esto fue para la presentación de especial para PBS, titulada Celtic Woman. Esta presentación resultó en un éxito rotundo donde las cinco chicas se hicieron conocidas y empezaron a construir su carrera musical. De aquí se publicó un álbum que reúne una variada selección de las canciones y melodías interpretadas en el concierto con el nombre de la agrupación Celtic Woman.
Llega 2006 y este conjunto formado por Chloë Agnew, Órla Fallon, Lisa Kelly, Méav Ní Mhaolchatha y la violinista Máiréad Nesbitt, lanzan su segundo álbum ambientado en la Navidad: A Christmas Celebration.

## La metamorfosis y su nueva vida
Poco a poco el grupo se fue abriendo paso y evolucionó en su estilo musical siendo Agnew una de las más destacadas en las interpretaciones. 2013 fue el año en que Chloë superó una etapa de metamorfosis en la cual se separa temporalmente de Celtic Woman para seguir por su cuenta, buscando su rumbo en la música, dedicándose a su carrera en solitario.

## El regreso a Celtic Woman
El día 22 de enero de 2020, Chloe publicó en sus redes sociales que regresa a Celtic Woman entrando al Tour Celebration, debido a la salida de Eabha McMahon.

## Discografía
- Chloë (2002)
- Chloë: Walking In The Air (2004)
- Celtic Woman (2005)
- Celtic Woman: A Christmas Celebration (2006)
- Celtic Woman: A New Journey (2007)
- Celtic Woman: The Greatest Journey (2008)
- Chloë (2008)
- Celtic Woman: Songs From The Heart (2010)
- Celtic Woman: Lullaby (2011)
- Celtic Woman: Believe (2012)
- Celtic Woman: Home For Christmas (2012)
- Celtic Woman: Silent Night (2012)
- Love Is Christmas (2013)
- Celtic Woman: Emerald · Musical Gems (2014)